# ساباپاتی تاچی‌نامورتی
ساباپاتی تاچی‌نامورتی (تامیلی: சபாபதி தட்சிணாமூர்த்தி؛ زادهٔ ۵ اکتبر ۱۹۶۳) کارگردان فیلم و فیلم‌نامه‌نویس اهل هند است. وی از سال ۱۹۹۲ میلادی تاکنون مشغول فعالیت بوده است و بیشتر در حوزهٔ سینمای تامیل فعال بوده است.
از فیلم‌هایی که وی در آن‌ها نقش داشته است، می‌توان به شخص خیلی مهم اشاره نمود.